# Ronald McNair

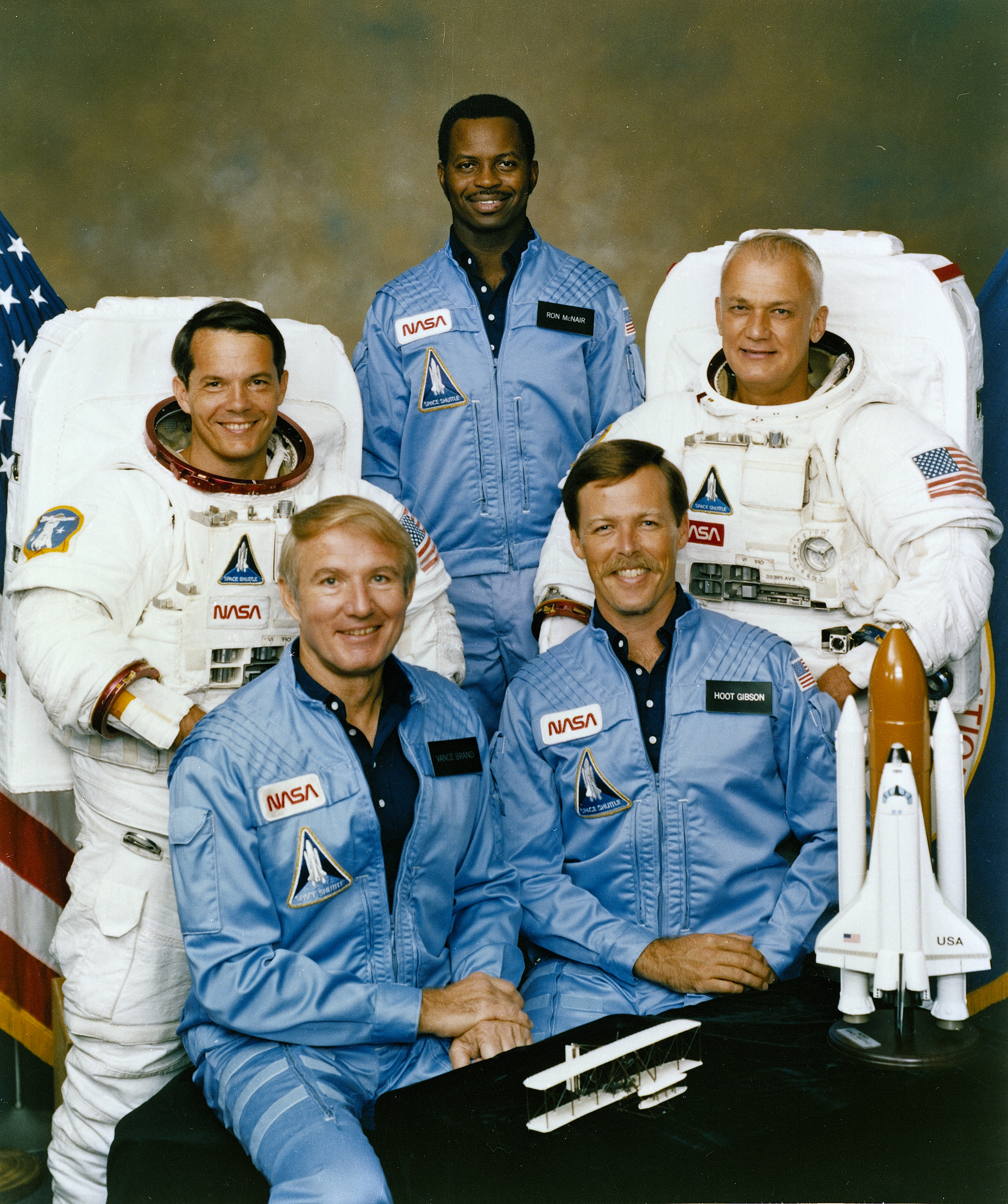
Załoga misji STS-41-B. Od lewej: Robert Stewart, Vance Brand, Ronald McNair, Robert Gibson i Bruce McCandless

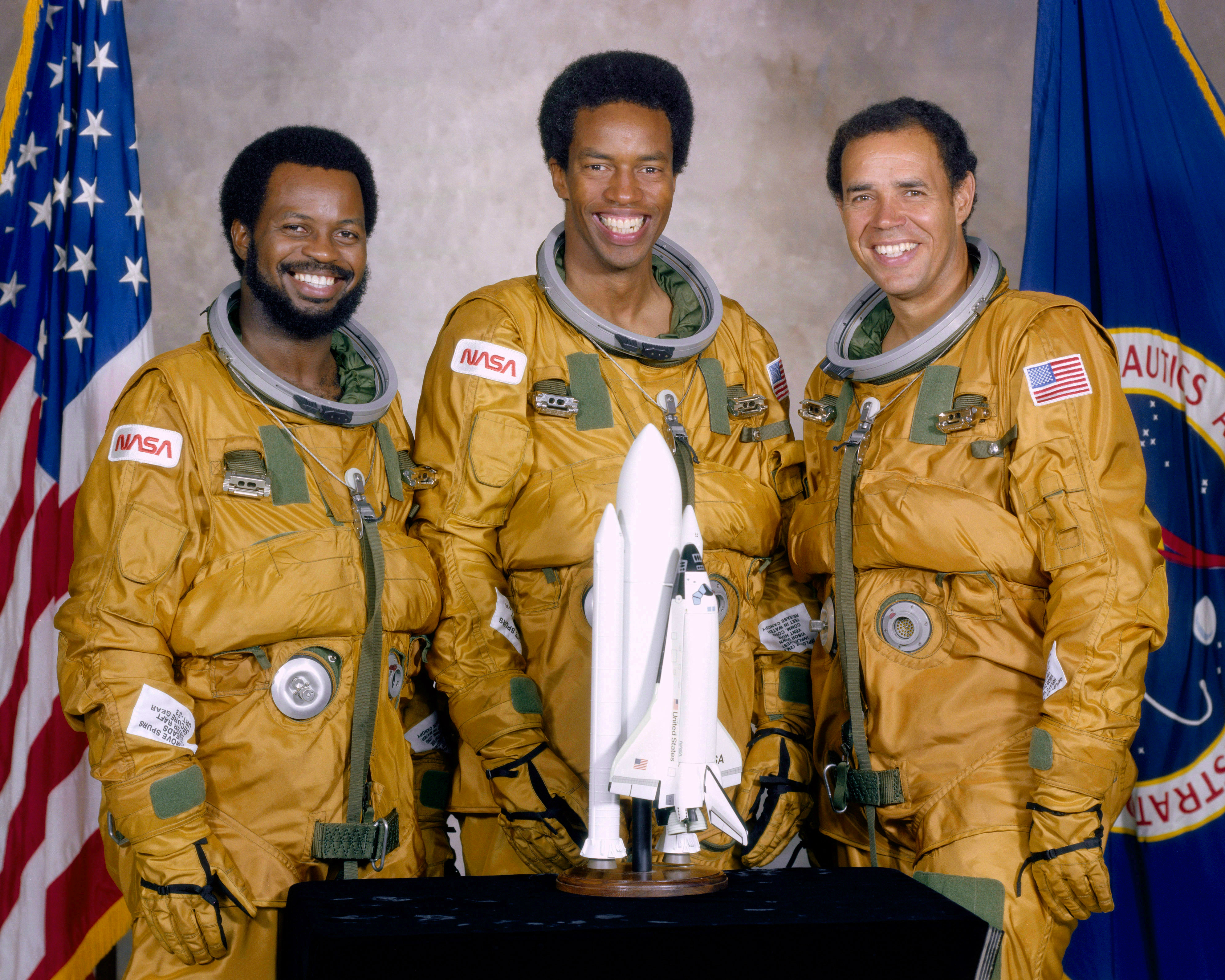
Ronald McNair, Guion Bluford i Fred Gregory, 1978

Ronald Erwin McNair (ur. 21 października 1950 w Lake City, zm. 28 stycznia 1986 nad półwyspem florydzkim) – amerykański astronauta, fizyk. Poniósł śmierć na pokładzie wahadłowca Challenger, który 28 stycznia 1986 eksplodował 73 sekundy po starcie z Przylądka Canaveral.

## Edukacja i praca
- 1967 – ukończył Carver High School w Lake City.
- 1971 – uzyskał licencjat z fizyki na North Carolina Agricultural and Technical State University. Następnie rozpoczął pracę w Massachusetts Institute of Technology (MIT). Zajmował się fizyką laserów, stając się po kilku latach uznanym ekspertem w tej dziedzinie.
- 1976 – uzyskał w MIT stopień doktora fizyki. Później został pracownikiem naukowym w Hughes Research Laboratories w Malibu w Kalifornii.

## Praca wNASAi kariera astronauty
- 16 stycznia 1978 – został przyjęty do ósmej grupy astronautów NASA i rozpoczął podstawowe szkolenie przewidziane dla astronautów, po którym w sierpniu 1979 uzyskał kwalifikacje specjalisty misji.
- Luty 1984 – jako specjalista misji odbył na pokładzie wahadłowca Challenger swój pierwszy lot kosmiczny (STS-41-B). Misją dowodził Vance Brand. Prom pilotował Robert Gibson, a trzyosobową grupę specjalistów misji dopełniali Bruce McCandless i Robert Stewart. Po ośmiodniowym locie prom wylądował w Kennedy Space Center.
- 28 stycznia 1986 – wahadłowiec Challenger po starcie misji STS-51-L eksplodował w 73. sekundzie lotu. W katastrofie śmierć poniosła cała załoga, w której skład wchodziło jeszcze sześcioro astronautów: Francis Scobee, Michael John Smith, Judith Resnik, Ellison Onizuka, Gregory Jarvis i Christa McAuliffe.

## Odznaczenia i nagrody
- Medal za Lot Kosmiczny
- AAU Karate Gold Medal (1976)
- Nagroda Narodowego Towarzystwa Czarnych Inżynierów Zawodowych dla Wybitnego Naukowca (National Society of Black Professional Engineers Distinguished National Scientist Award) (1979)
- Doktoraty honorowe
  - North Carolina A&T State University (1978)
  - Morris College (1980)
  - University of South Carolina (1984)
- Congressional Space Medal of Honor (pośmiertnie)
- Universal Astronaut Insignia za lot orbitalny (nr 135, pośmiertnie) – Stowarzyszenie Uczestników Lotów Kosmicznych (Association of Space Explorers(inne języki))[1]

## Życie prywatne
Był żonaty, miał dwoje dzieci.
Posiadał czarny pas w karate i był instruktorem tej sztuki walki. Grywał na saksofonie w zespołach jazzowych.

## Wykaz lotów
| Loty kosmiczne, w których uczestniczył Ronald E. McNair                 | Loty kosmiczne, w których uczestniczył Ronald E. McNair | Loty kosmiczne, w których uczestniczył Ronald E. McNair | Loty kosmiczne, w których uczestniczył Ronald E. McNair | Loty kosmiczne, w których uczestniczył Ronald E. McNair | Loty kosmiczne, w których uczestniczył Ronald E. McNair | Loty kosmiczne, w których uczestniczył Ronald E. McNair |
| Nr                                                                      | Data startu                                             | Data lądowania                                          | Statek kosmiczny                                        | Funkcja                                                 | Czas trwania                                            |                                                         |
| ----------------------------------------------------------------------- | ------------------------------------------------------- | ------------------------------------------------------- | ------------------------------------------------------- | ------------------------------------------------------- | ------------------------------------------------------- | ------------------------------------------------------- |
| 1                                                                       | 3 lutego 1984                                           | 11 lutego 1984                                          | STS-41-B Challenger F-4                                 | Specjalista misji (MS-2)                                | 7 dni 23 godziny 15 minut i 55 sekund                   |                                                         |
| 2                                                                       | 28 stycznia 1986                                        | Wahadłowiec eksplodował po starcie na orbitę            | STS-51-L Challenger F-10                                | Specjalista misji (MS-3)                                | 1 minuta i 13 sekund                                    |                                                         |
| Łączny czas spędzony w kosmosie — 7 dni 23 godziny 15 minut i 55 sekund |                                                         |                                                         |                                                         |                                                         |                                                         |                                                         |